# Hong Seung-yeon
Hong Seung-yeon (koreanisch 홍승연; * 17. April 1992) ist eine ehemalige südkoreanische Tennisspielerin.

## Karriere
Hong gewann einen Einzel- und sieben Doppeltitel auf Turnieren des ITF Women’s Circuit.

## Turniersiege

### Einzel
| Nr. | Datum             | Turnier  | Kategorie   | Belag     | Finalgegnerin | Ergebnis |
| --- | ----------------- | -------- | ----------- | --------- | ------------- | -------- |
| 1.  | 4. September 2016 | Yeongwol | ITF $10.000 | Hartplatz | Kim Da-bin    | 7:5, 6:3 |

### Doppel
| Nr. | Datum             | Turnier  | Kategorie   | Belag     | Partnerin      | Finalgegnerinnen                        | Ergebnis          |
| --- | ----------------- | -------- | ----------- | --------- | -------------- | --------------------------------------- | ----------------- |
| 1.  | 7. September 2013 | Yeongwol | ITF $10.000 | Hartplatz | Lee Hye-min    | Ayu-Fani Damayanti Lavinia Tananta      | 5:7, 6:2, [10:5]  |
| 2.  | 7. Dezember 2013  | Hongkong | ITF $10.000 | Hartplatz | Lee Hye-min    | Hsieh Shu-ying Yang Chia-hsien          | 6:1, 7:62         |
| 3.  | 29. August 2015   | Gimcheon | ITF $10.000 | Hartplatz | Kim So-jung    | Han Sung-hee Kim Na-ri                  | 6:4, 6:71, [10:8] |
| 4.  | 5. September 2015 | Yeongwol | ITF $10.000 | Hartplatz | Han Sung-hee   | You Xiaodi Zhang Yukun                  | 7:5, 3:6, [10:7]  |
| 5.  | 13. Mai 2017      | Changwon | ITF $25.000 | Hartplatz | Kang Seo-kyung | Choi Ji-hee Kim Na-ri                   | 6:4, 6:3          |
| 6.  | 10. Juni 2017     | Gimcheon | ITF $15.000 | Hartplatz | Han Sung-hee   | Kim Da-bin Lee So-ra                    | 3:6, 6:4, [10:5]  |
| 7.  | 8. September 2019 | Yeongwol | ITF W15     | Hartplatz | Kim Na-ri      | Tamachan Momkoonthod Watsachol Sawatdee | 5:7, 7:65, [11:9] |